# ドリフのクリスマスプレゼント
『ドリフのクリスマスプレゼント』は、1982年から1988年までの7年間、毎年12月のクリスマスシーズンにフジテレビ系列局で特別番組として放送されたザ・ドリフターズ出演のバラエティ番組。
本項ではドリフのうち、加藤茶と志村けんの2人または加藤茶のみがメインを務めたクリスマス特番についても記述する。

## 概説
毎月1回ペースで放送して人気を博していた『ドリフ大爆笑』（こちらはイザワオフィス制作）のクリスマス版として、1982年12月23日 20:02 - 21:48『木曜ファミリーワイド』の枠で放送。以後、毎年1回（『金曜おもしろバラエティ』もしくは『火曜ワイドスペシャル』枠）、クリスマスシーズンにドリフターズのコントを中心とした番組として放送されていた。
ザ・ドリフターズがメインとなり、当時の人気アイドルらとともにクリスマスにまつわるコント、歌や、人形劇などを展開していたほか、トーク、クイズなどの企画で盛り上がった。また、その年に活躍したプロ野球選手2人が特別ゲストとして登場するのも慣例だった。
なお、オープニング・エンディングは通常の物と異なり、初期はサンタクロース姿のドリフターズが「サンタが街にやってくる」の替え歌で踊る物だったが、中期からはクリスマスをイメージしたCGを使用したものになり、BGMも「ジングルベル」に変更された（CG版には見所の映像ならびにみのもんたのナレーションが入るだけだった）。
1988年の放送を最後に、ドリフ5人が全員集合した形態での『ドリフのクリスマスプレゼント』はひとまず終了を迎えたが、翌1989年より一部趣を変更。加藤と志村がメインとなり、それに田原俊彦を加えた『加ト・けん・トシのクリスマススペシャルプレゼント』として放送。1990年には前年までの8年分を総まとめした『ドリフのクリスマスプレゼント大全集』として放送した。そして1991年に加藤と森口博子がメインとなった『笑って見ちゃおう!加トちゃん森口のスーパークリスマス』として放送された後、ドリフのクリスマス特番は姿を消した。
ただ、毎年ドリフ全員が出演していたわけではなく、1983年（第2回）と1984年（第3回）の本編では高木ブーは出演しておらず、3回に関してはオープニングの紹介映像にも紹介されていなかった。
1996年からは、毎年12月中旬から下旬にかけてCS放送・ファミリー劇場にて再放送が行われている。ただし、2000年代後期から2010年までは放送されていなかった。

## 放送リスト

### 1982年・第1回
1982年12月23日（木曜日） 20:02 - 21:48 （木曜ファミリーワイド）
- 出演：ザ・ドリフターズ、沢田研二、前川清、由紀さおり、小柳ルミ子、松田聖子、河合奈保子、柏原芳恵、岩崎良美、浜田朱里、ほか
- OP・EDはドリフの5人がサンタ姿でテーマソング（「サンタが街にやってくる」の替え歌）に合わせてダンスを披露する。
- ゲストに平松政次（当時・横浜大洋ホエールズ投手）と大矢明彦（当時・ヤクルトスワローズ捕手）が家族を連れて出演[注 1]。当時加藤と志村が『8時だョ!全員集合』（TBS）内で行っていた「ワンダードッグ」（イヌの帽子を被って歌う）を平松・大矢が歌う場面があった。
- ファミリー劇場での放送（1997年12月、他）においても、放送当時のテロップがそのまま挿入されていた。

### 1983年・第2回
1983年12月23日（金曜日） 19:00 - 20:54（金曜ファミリーワイド） 
- 出演：ザ・ドリフターズ、松田聖子、中森明菜、早見優、石川秀美、ほか
- この年を最後に、ドリフターズのサンタ姿のOP・EDを廃止。
  - テーマソングは前年と同じ「サンタが街にやってくる」の替え歌だが、歌詞やアレンジは前年とは違っている。
- ただし、ドリフメンバーのうち、高木はOP・EDのみに出演[なぜ?]。
- ゲストに西田敏行と2人の娘がスタジオ出演し、うつみ宮土理および加藤、志村とトークを繰り広げた。また、田淵幸一（当時・西武ライオンズ）邸をいかりやが訪問し（夫人のジャネット八田が出産を控えていて外出が難しかったため)、トークを行っている。のちにフジテレビアナウンサーとなる長男の裕章も登場する。

### 1984年・第3回
1984年12月20日（木曜日） 19:00 - 20:54（木曜ファミリーワイド）
- この年からCGを使ったOP・EDになり、テーマソングも「ジングルベル」（インストゥルメンタル）に変更。
- OPには当時アキレス腱の怪我による休養中だった高木ブーの紹介映像はなかった。ゲスト出演者は石川秀美・工藤夕貴・松本伊代（3人娘と呼んでいた）。
- ドリフのメンバーによる東尾修（当時・西武ライオンズ）邸、江川卓（当時・読売ジャイアンツ）邸および藤島部屋の訪問トークを実施。東尾邸ではのちにプロゴルファーとなる理子が登場している。

### 1985年・第4回
1985年12月20日（金曜日） 19:00 - 20:54 （金曜おもしろバラエティ）
- 出演：ザ・ドリフターズ、早見優、石川秀美、芳本美代子、ほか
- 加藤と志村によるダンプ松本・ブル中野の｢陣中見舞い｣レポートを実施。
- 野球選手ゲストには、この年21年ぶりのセ・リーグ優勝、そして初の日本一に輝いた阪神タイガースから吉田義男監督（当時）と掛布雅之が出演した[1]。
- ナレーション：古川登志夫
- 人形劇:〜ドリフのX'mas人形劇〜心をこめてプレゼント「ブルーサンタのものがたり」

### 1986年・第5回
1986年12月23日（火曜日） 19:00 - 20:54 （火曜ワイドスペシャル）
- 出演：ザ・ドリフターズ、松本伊代、早見優、堀ちえみ、松本典子、長山洋子、森尾由美、ほか
- 当時アイドルだった長山洋子（現在は演歌歌手）が初めて出演。
- 人形劇:〜ドリフのクリスマス人形劇〜前歯のない子のクリスマス

### 1987年・第6回
1987年12月22日（火曜日） 19:00 - 20:54 （火曜ワイドスペシャル）
- 出演：ザ・ドリフターズ、松本伊代、石川秀美、早見優、長山洋子、ほか
- 野球選手ゲストは水野雄仁と桑田真澄（ともに当時・読売ジャイアンツ投手）で、この年セ・リーグ優勝を果たしている。
- 人形劇:〜ドリフのクリスマス人形劇〜心をこめて…プレゼント

### 1988年・第7回
1988年12月23日（金曜日） 19:00 - 20:54 （金曜おもしろバラエティ）
- 出演：ザ・ドリフターズ、松本伊代、早見優、松本典子、長山洋子、森尾由美、ほか
- 野球選手ゲストは石毛宏典（当時・西武ライオンズ内野手）と落合博満（当時・中日ドラゴンズ内野手）。両球団ともこの年リーグ優勝。
石毛は子供連れでスタジオ出演。志村と加藤が日本シリーズなどの裏話を聞く。
高木と仲本が落合邸を訪問。信子夫人と、長男でのちに声優として活躍する福嗣も登場している。
- 人形劇:〜ドリフのクリスマス人形劇〜マッチの中に何が見える…
- この年を最後に、「ドリフのクリスマスプレゼント」はひとまず終了する。

### 1989年「加ト・けん・トシのクリスマススペシャルプレゼント」
1989年12月22日（金曜日） 19:00 - 20:54 （金曜おもしろバラエティ）※
- 出演：加藤茶、志村けん、田原俊彦、石野陽子（現・いしのようこ）、渡辺美奈代、森口博子
- 田原はコントでサンタクロース役にも挑戦、ジョッキ1杯の牛乳を飲まされる。
- この年は、番組の途中でルーマニア革命（ルーマニアのチャウシェスク政権が崩壊）が起こり、緊急特別番組が入ったため、番組は最後まで放送されなかった（別枠での振替放送が行われたかどうかについては不明）。なお、2001年12月に放送のファミリー劇場では、未放送部分も含めて全編放送された。

### 1990年「ドリフのクリスマスプレゼント大全集」
1990年12月21日（金曜日） 19:00 - 20:54 （金曜ファミリーランド）
- 過去7年間の放送を一挙に纏めた総集編。

### 1991年「笑って見ちゃおう!加トちゃん森口のスーパークリスマス」
1991年12月17日（火曜日） 19:00 - 20:54 （火曜ワイドスペシャル）
- 出演：加藤茶、森口博子、仲本工事、高木ブー、峰竜太、ビジーフォー（グッチ裕三・モト冬樹）、松居直美、松本明子、本田理沙、かとうれいこ
- スペシャルゲスト：吉田栄作、長嶋一茂
- 加藤と森口がメインとなり、仲本と高木はゲストとして出演。
- 松居、松本、ビジーフォーがものまねを披露。
- 当時ヤクルトスワローズの選手だった長嶋一茂も出演。

## 放送された主なコント

### 志村けんのバカ殿様(クリスマスバージョン)
ドリフ大爆笑でおなじみのコント。三回放送され、爺役は初回のみいかりやでその後は加藤が演じている。
- コントの流れはクリスマスバージョンであるという事以外は通常と変わらない。
- 加藤は初回で殿のお見合い相手として登場した(その時、殿と瓜二つなメイクをしていた)。
- 工藤夕貴が出演した回では、工藤の突然のアドリブでグダグダになる事があった。

### サンタと煙突
サンタが煙突から入る事をヒントに作られたコント(いかりや・高木は出演しない)。主なパターンは次の通り。
- 加藤が煙突から入ると、暖炉で火を焚いていたのでその火がお尻に燃え移ってしまった。
- 志村が煙突から入ると、そこは火葬場で遺体の入った棺桶と遺族が最期の別れを悲しんでいた。
- 仲本が煙突に入る前に華麗な体操を披露する。調子に乗って大技を決めようとするが誤って屋根を突き破ってしまう。
- 志村が屋根に上るが、煙突に入ろうとせず煙突をトイレ代わりに用を足していた（帰り際に「ジングルベル～ジングルベル～クソが出る～♪」と歌って帰って行った）。
- 加藤が煙突から入ると、そこは銭湯の女湯だった。

加ト・けん・トシのクリスマススペシャルプレゼントでは田原もコントに参加している。

### サンタと孤児
道端で寒さに震える孤児(志村)にサンタ(加藤)がおもちゃをプレゼントしようとするが全て拒否され、代わりに衣装など身ぐるみ剥がされるというコント。何度も再放送されているが、再放送の際は二人がやり取りしてる後ろの動物病院の看板の電話番号がモザイク処理されていた。
加ト・けん・トシのクリスマススペシャルプレゼントでは田原が孤児役に扮している。

### プレゼントはなんだろな？
加藤の寝室にサンタ(志村)がやってくる(相棒として工藤夕貴もついてくるパターンもあり)。サンタは「寝てないとプレゼントをあげないよ？」と言うので加藤はそれに従い目を閉じて寝る。気が付くと部屋にあるもの全てが盗まれていた(実はあのサンタはサンタの格好をしたただの泥棒だった)。

### サンタの苦労話
パターンは以下の通り
- 仲本扮するサンタがプレゼントを渡しに女の子(松本伊代)の部屋に侵入するが、変質者と間違えられて逮捕されてしまう。刑事(いかりや)の取り調べにより、窃盗未遂・婦女暴行未遂、不法侵入の罪で送検されてしまう。即日釈放されたサンタだが、今度は乗ってきたソリが路上駐車違反でレッカー車に運ばれてしまう(取調べした刑事に瓜二つの婦警(兄妹らしい)にこっぴどく叱られてしまった)。
- いかりやサンタが息を切らして(渋滞に巻き込まれて遅れてしまったらしい)部屋に入ると、既に時期はクリスマスが終わりお正月となっていた
- 高木サンタがとある家の玄関を開けると、大量の雪(に似せた発泡スチロール)に埋もれてしまった。
- 志村と加藤のサンタコンビがプレゼントを届けようとするも、場所がタワーマンションだったので上るのに一苦労状態だった。

### よい子とサンタのパーティー
加藤と松本典子の子供の兄妹が食事をしていると、志村サンタがやってくる。加藤の提案でサンタだけ牛乳入りのジョッキ(二重構造になっているトリックジョッキ)で乾杯してくれと言う願いをサンタは受け入れる。乾杯が終わり、サンタが帰ろうとすると兄妹の友達がやってきてまた乾杯に付き合ってくれと頼まれる。数名やってきてそのたびに乾杯をするので志村サンタもダウン寸前になる。志村サンタが「あと何人来るのかな？」と尋ねると加藤が「あと68人です」と答えると志村サンタはとうとうダウンしてしまった。

### 家でシャンパンを飲もう！
加ト・けん・トシのクリスマススペシャルプレゼントで披露。加藤・志村・田原・いしのらが家族役に扮したコント。パターンは次の通り。
- 加藤がシャンパンのコルクを飛ばすと、部屋の電球に命中して割れ部屋が真っ暗になってしまう。
- いしのがシャンパンのコルクを飛ばすと、天井がないためコルクはどこかに飛んで行ってしまう。

(コルクがあまり飛ばなくてNGになったことがある。)
- 田原がシャンパンのコルクを飛ばすと、天井が落ちてくる。

## 出演者

### レギュラー
- ザ・ドリフターズ（いかりや長介、加藤茶、高木ブー、仲本工事、志村けん）

### ゲスト

#### 歌手・アイドルタレント
- 石川秀美
- いしのようこ
- 岩崎良美
- 柏原芳恵
- かとうれいこ
- 河合奈保子
- 沢田研二

- 田原俊彦
- 中森明菜
- 長山洋子
- 早見優
- 堀ちえみ
- 本田理沙
- 松居直美

- 松尾久美子
- 松田聖子
- 松本明子
- 松本伊代
- 松本典子
- 森尾由美
- 森口博子

ほか

#### プロ野球選手
- 平松政次（横浜大洋ホエールズ、1982年）
- 大矢明彦（ヤクルトスワローズ、1982年）
- 田淵幸一（西武ライオンズ、1983年）
- 東尾修（西武ライオンズ、1984年）
- 江川卓（読売ジャイアンツ、1984年）
- 吉田義男（阪神タイガース監督、1985年）[1]

- 掛布雅之（阪神タイガース、1985年）[1]
- 桑田真澄（読売ジャイアンツ、1987年）
- 水野雄仁（読売ジャイアンツ、1987年）
- 石毛宏典（西武ライオンズ、1988年）
- 落合博満（中日ドラゴンズ、1988年）
- 長嶋一茂（ヤクルトスワローズ、1991年）

※所属球団名は出演当時

## スタッフ
- 構成
  - 第1回：玉井冽（現:玉井貴代志）、スタッフ東京
  - 第4回：田村隆 ／ 海老原靖芳、小川美篤、島崎伸一
- 音楽：小六禮次郎（第1回）、たかしまあきひこ（第4回）
- 演奏：小田啓義とニューブリード（第4回）
- 振り付け：西条満（第1回）
- 人形劇：スタジオ・ノーヴァ、青二プロ（共に第4回）
- 技術：ニユーテレス、梅谷昌弘（第1回）、岩沢忠夫（第4回）
- カメラ：岩沢忠夫（第1回）、高田治（第4回）
- 音声：池田忠夫（第1回）、杉山直樹（第4回）
- 映像：田中十内（第1回）、油谷忍（第4回）
- 照明：金沢利徳（第1回）、山際邦康、大沢毅（共に第4回）
- 美術プロデューサー：堀切清
- デザイン：根本研二
- 美術(制作)進行：重松照英（第1回）、山根安雄、船場文雄（共に第4回）
- 大道具：工藤浩（第1回）、樋渡一夫、今井吉一（共に第4回）
- 装飾：佐々木勝也（第1回）、内村和裕、日塔章（共に第4回）
- 持道具：荒井実（第1 - 4回）
- 衣裳：大森茂雄（第1回）、宮田孝（第4回）
- メイク：大野絵里子（第1回）、山口千鶴（第4回）
- かつら：牧野勇（第1 - 4回）
- 視覚効果：中山信男
- 電飾：吉留正雄（第1回）、高橋幸良（第4回）
- アクリル装飾：山中敏也（第4回）
- 生花装飾：佐伯孝夫（第4回）
- 植木装飾：須田信治（第4回）
- タイトル：高柳義信（第1回）、藤沢良昭（第4回）
- 音響効果：奥重光則（第1回）、川嶋明則（O・C・Bプロ、第4回）
- VTR編集：伊五澤守雄（東洋現像所ビデオセンター、第1回）、星野正則（東洋現像所ビデオセンター、第4回）
- MAV：植松厳（東洋現像所ビデオセンター、第4回）
- コンピューターグラフィック：坂本浩（フジテレビ、第4回）、コスモスタジオ（第4回）
- 協力：ルゥ・カンパニー
- プロデューサー・ディレクター：久保田逸博（フジテレビ、第1回）
- ディレクター：森正行（フジテレビ、第4回）
- プロデューサー：井澤健（イザワオフィス、第4回）
- 制作協力：イザワオフィス、ドリフターズ事務所
- 制作著作：フジテレビ（第1回）